# زجاج بركاني

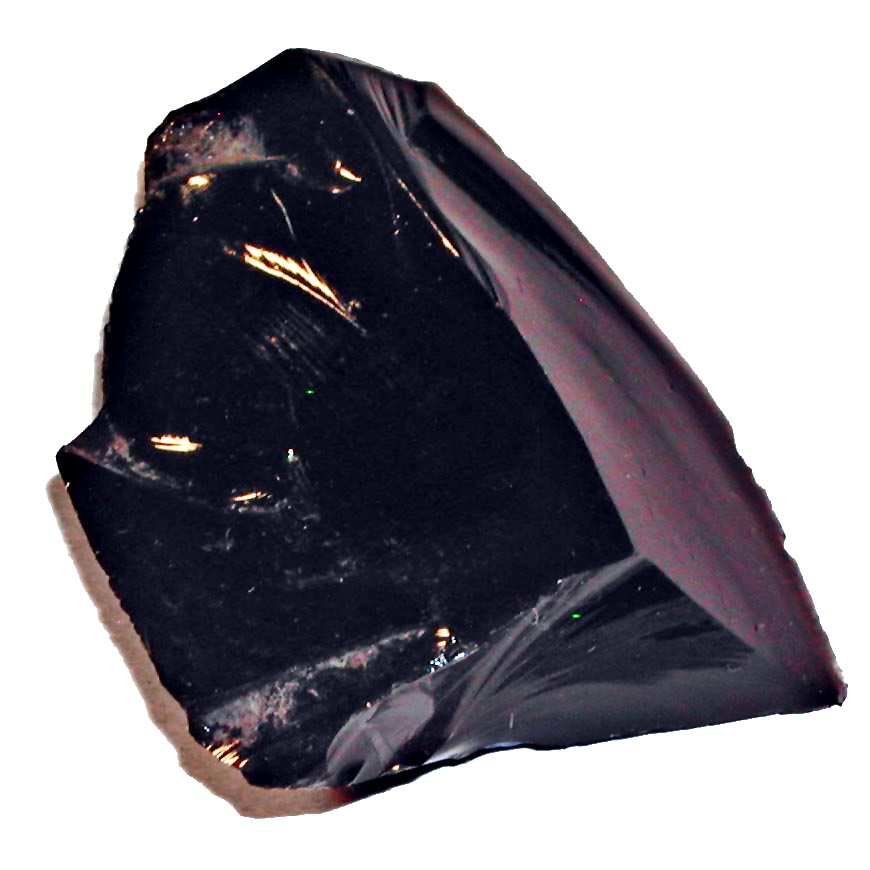
حجر السبج من أنواع الزجاج البركاني

الزجاج البركاني هو نوع من أنواع الصخور اللابلورية؛ التي يستحصل عليها عند حدوث عملية تبرّد سريعة للصهارة الأرضية.
من الأمثلة المشهورة عليها حجر السبج.